# Aéroport de Metz-Nancy-Lorraine
Pour les articles homonymes, voir ETZ.
L’aéroport de Metz-Nancy-Lorraine (code IATA : ETZ • code OACI : LFJL), dont la dénomination commerciale est « Lorraine Aéroport », est un aéroport français situé sur le territoire des communes de Goin, Pagny-lès-Goin, Vigny, Liéhon et Silly-en-Saulnois dans le département de la Moselle, en région Grand Est.
L'aéroport se trouve à 25 kilomètres au sud de Metz et à 35 kilomètres au nord de Nancy. Ouvert au trafic depuis 1991, il est la principale installation aéroportuaire de Lorraine.
La région administrative Grand Est est propriétaire du site, situation qui était unique en France avant la loi du 13 août 2004. Elle en assure la gestion par l'intermédiaire d'un EPIC.

## Présentation générale et historique

### Histoire
Avant l'ouverture de Metz-Nancy-Lorraine, les liaisons civiles étaient assurées par les plateformes mixtes (civiles/militaires) de Nancy-Essey et de Metz-Frescaty.
Les premières études datent de 1974, quand la région choisit le site de Louvigny dans le cadre de la préparation du 7e Plan. Ce projet est accepté par l'État l'année suivante, avec, chose inédite, un financement exclusivement local et une mise en service programmée pour 1983-1985. Des implantations alternatives comme Phalsbourg ou Toul-Rosières sont proposées, puis finalement le projet sombre dans l’oubli.
Il est réactivé lors du 9e plan, l'État s'engageant en 1985 à une participation allant jusqu’à 35 %. Le conseil régional adopta le projet en 1986. Il est prévu de construire un équipement adapté aux vols moyens courriers, avec une piste de 2 500 mètres et une aérogare de 6 500 m2 permettant d’accueillir 500 000 voyageurs.
La construction débuta le 9 septembre 1989 et s’acheva officieusement durant l’été 1991 par l’envol de plus de 800 montgolfières à partir de la nouvelle plate-forme aéroportuaire. L’inauguration a eu lieu le 30 septembre 1991 à 11 heures. Le premier avion d’une ligne régulière décolla le 28 octobre 1991 à 6 h 30 à destination de Marseille. L’aéroport aura coûté 378 millions en francs actualisés (valeur 1992) ; financé à 35 % par l’État, 35 % par la Région, 18 % par l’Union européenne, à 7 % par le département de Meurthe-et-Moselle, 3 % la ville de Metz et 3 % par la ville de Nancy. Le département de la Moselle n’a pas souhaité contribuer au financement. La gestion est confiée aux chambres de commerce de Nancy et Metz via le groupement interconsulaire de gestion de l’aéroport Lorraine (GIGAL).
Au cours des années 1990, Metz-Nancy a été l’une des escales majeures de TAT, devenue Air Liberté puis Air Lib. Elle offrait ainsi à la fin des années 1990 des vols quotidiens vers Paris-Orly, Lyon, Marseille, Toulouse, Nantes, Nice, Bordeaux et Montpellier, complétés par des vols vers Lille assurés par Flandre Air puis Air Jet (brièvement). La compagnie luxembourgeoise Luxair proposait quant à elle des vols vers Londres-Stansted, mais du fait d’un taux de remplissage insuffisant, les vols ont été arrêtés dès 1994. Ces vols devaient être repris par Proteus, mais il semble qu’aucune liaison n’ait finalement eu lieu. En 2000, la région investit 750 000 € pour agrandir l’aérogare. La faillite de compagnie Air Lib en 2003 a porté un coup très dur à l’aéroport, dont une partie seulement des lignes a été reprise par Air France ou Twin Jet.

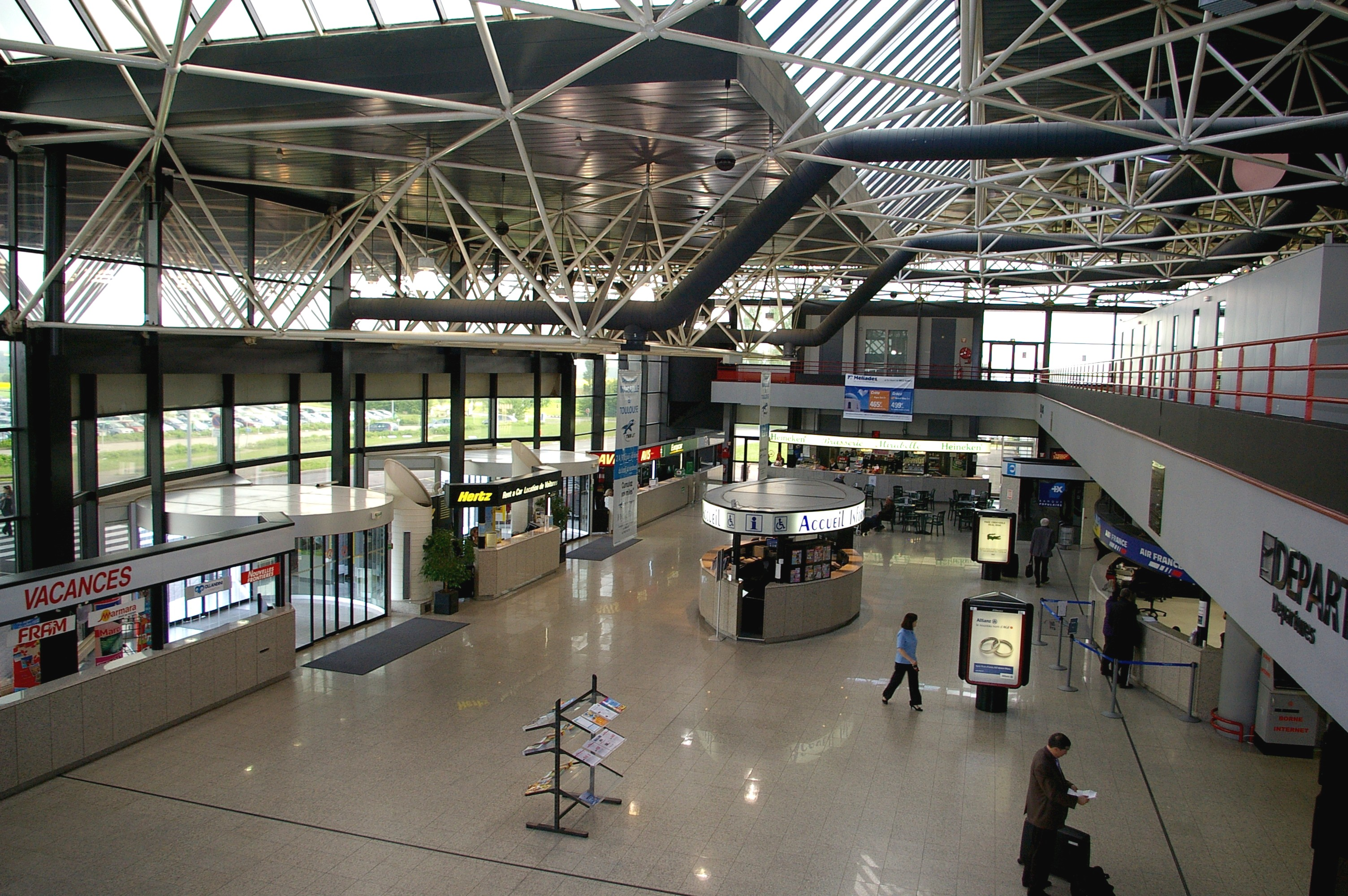
Intérieur de l'aérogare.

Un allongement de la longueur de la piste (portée à 3 050 mètres) a été effectué en août 2006 pour permettre l’atterrissage de gros porteurs longs courrier pour entraîner un développement de l’aéroport, notamment dans le fret long courrier. Les travaux avait été budgétés à 28 millions d’euros plus 6 à 7 millions d’indemnisation des riverains.
L'aéroport tente au début de l’année 2007 une diversification dans les vols low cost, avec des vols vers Bergame et Venise opérés par la compagnie italienne MyAir. Mais les mauvais résultats enregistrés sur des deux lignes obligent la compagnie à se retirer dès septembre 2007 de la liaison vers Bergame. La ligne vers Venise a, quant à elle, été stoppée fin novembre de la même année.
Depuis la mise en service du TGV Est Européen le 10 juin 2007, des navettes par bus permettent un accès à la gare de Lorraine TGV située à 6,5 km.
En 2007, l’arrivée du TGV a entraîné la fermeture des lignes vers Paris et Nantes. La ligne régulière vers Clermont-Ferrand a également été abandonnée en 2008. La fréquentation a ainsi baissée de 15 % en 2008, l’aéroport enregistrant un déficit de 500 000 €. Le coût pour la région des navettes vers Metz et Nancy s’élevant lui aussi à 500 000 euros par an. En 2009, la fréquentation a encore baissé de 9,6 %, pour un déficit de 600 000 €, pris en charge par la Région à 60 % et par les chambres de commerce.
Malgré un bassin de clientèle de 2,5 millions d’habitants, l’aéroport n’occupe que la 27e place des aéroports de province français.
Les taxes aéroportuaires, fixées par l'État, sont aussi plus importantes que dans les pays voisins : 12 euros en 2011, contre 5 au Luxembourg et 0 en Belgique.
En 2008, la cour des comptes a remis en cause la pertinence de l’aéroport de Louvigny, qui est venu doubler trois plates-formes préexistantes, plus proches des villes de Nancy, Metz et Epinal.

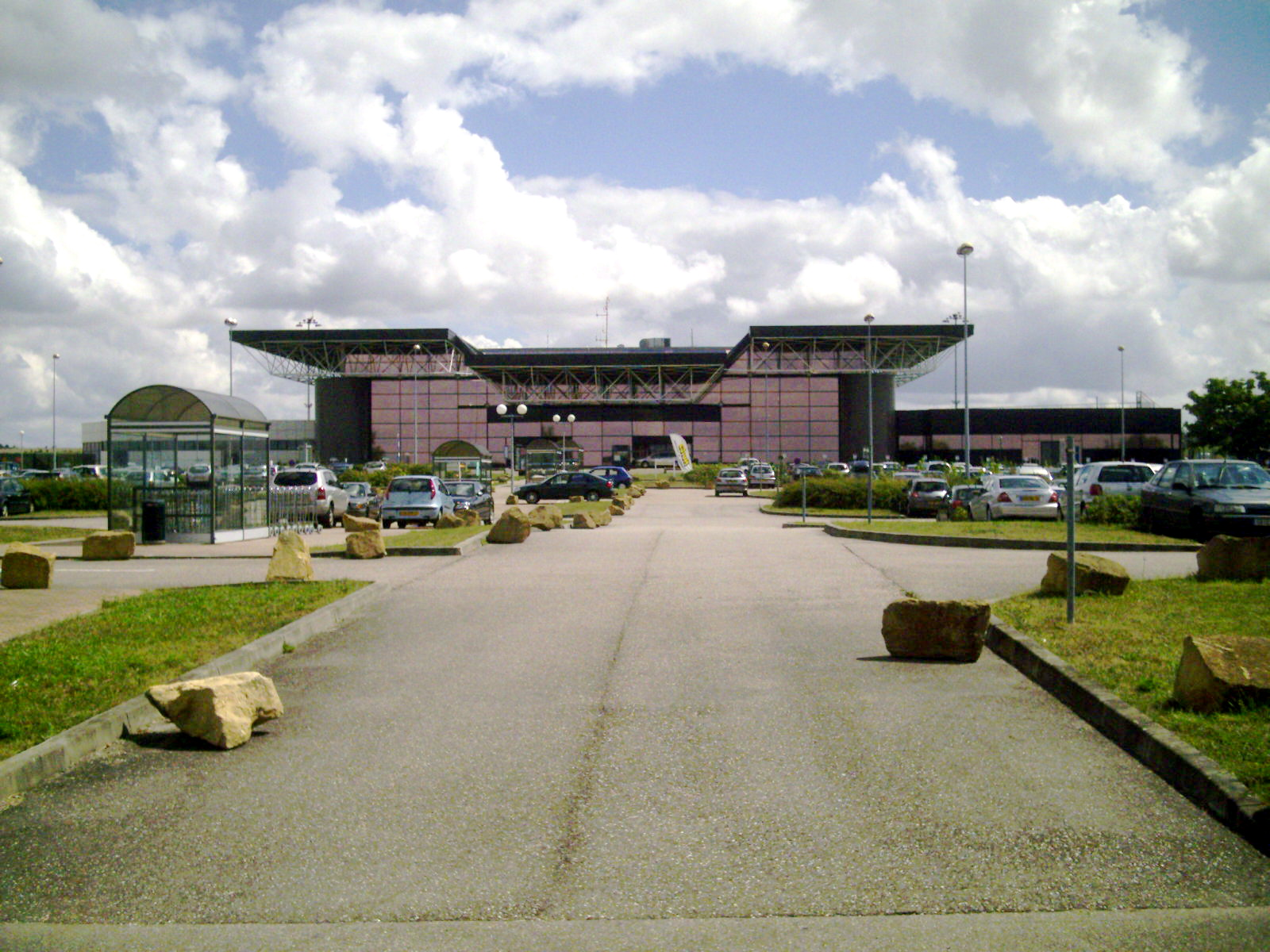
Parkings et terminal.

Les CCI lorraines ne souhaitant plus assurer la gestion de l’aéroport, un appel d'offres a été lancé le 1er novembre 2011 pour une concession de 12 ans intégralement aux frais et risques du concessionnaire et subordonnée au financement d'une ZAC à proximité de l'aéroport. Il n’a obtenu qu’une seule réponse positive: celle du groupe canadien SNC-Lavalin. Cette offre a été rejetée en mai par le Conseil régional qui assure depuis l'exploitation en régie directe dans le cadre d'un EPIC.
En 2012, la nouvelle compagnie aérienne à bas prix Volotea a de nouveau ouvert une ligne depuis sa base de Nantes Atlantique vers l'aéroport Metz-Nancy-Lorraine. Celle-ci est néanmoins arrêtée depuis le 6 janvier 2013.
Début 2015, l'aéroport change de nom en Lorraine Airport dans l'idée de renforcer son attractivité par rapport aux aéroports concurrents du Luxembourg et d'Allemagne et de devenir plus identifiable pour les clients étrangers. L'association Anticor dénonce un gaspillage d'argent public (le changement d'identité s'élève à 86 500 euros) et un nom à consonance étrangère qui serait contraire à la loi sur la dénomination des personnes morales publiques. En 2009, la ville de Lyon avait eu le même projet pour l'aéroport de Lyon-Saint-Exupéry et avait fini par abandonner sous la pression de l’État,. Finalement, sous la pression, l'aéroport change de nom en 2021 pour devenir Lorraine Aéroport.
Pour des mesures de sécurité, une réfection de la piste de 6 cm en profondeur sera réalisée du 29 février au 15 avril 2016 et s’avère nécessaire au bout de 10 ans, les derniers travaux datant de 2006.

## Situation
Situé entre les villes de Metz et de Nancy, il est le premier aéroport de Lorraine et le troisième du Grand Est.
| \| 20 km1:901 000 \| Colmar-Meyenheim Doncourt · lès-Conflans Longuyon Lunéville Nancy · Azelot Nancy · Malzéville Metz-Nancy · Lorraine Nancy-Essey Bar-sur-Seine Brienne · le-Château Juvancourt Troyes Épernay Châlons Reims Sézanne Vitry · le-François Châlons · Vatry Verdun Sarrebourg Sarreguemines Thionville Charleville · Mézières Rethel Sedan Épinal Neufchâteau Saint-Dié Épinal Joinville Langres Haguenau Sarre · Union Saverne Strasbourg-Neuhof Strasbourg · Entzheim Mulhouse · Habsheim EuroAirport Basel-Mulhouse-Freiburg Colmar · Houssen |
| 20 km1:901 000 |

## Statistiques
Données statistiques de l'aéroport.

### En graphique
Pour des raisons techniques, il est temporairement impossible d'afficher le graphique qui aurait dû être présenté ici.

Voir la requête brute et les sources sur Wikidata.

### En table
| Année | Passagers | Fret (t) | Mouvements |
| ----- | --------- | -------- | ---------- |
| 1993  | 231 000   |          |            |
| 1997  | 249 603   | 54       | 18 745     |
| 1998  | 288 209   | 74       | 18 154     |
| 1999  | 322 501   | 28       | 19 752     |
| 2000  | 352 626   | 10 982   | 20 009     |
| 2001  | 331 266   | 25 206   | 20 931     |
| 2002  | 302 849   | 24 788   | 17 487     |
| 2003  | 294 731   | 23 778   | 14 777     |
| 2004  | 323 379   | 11 100   | 14 060     |
| 2005  | 354 514   | 3 306    | 22 734     |
| 2006  | 340 242   | 633      | 11 176     |
| 2007  | 344 913   | 34       | 10 935     |
| 2008  | 291 006   | 143      | 8 540      |
| 2009  | 263 020   | 51       | 7 827      |
| 2010  | 254 204   | 69       | 7 443      |
| 2011  | 279 030   | 44       | 7 623      |
| 2012  | 277 780   | 49       | 6 528      |
| 2013  | 242 995   | 0        | 5 706      |
| 2014  | 245 781   | 0        | 5 837      |
| 2015  | 255 390   | 5        | 6 457      |
| 2016  | 229 278   | 8        | 5 559      |
| 2017  | 244 883   | 11       | 6 113      |
| 2018  | 278 626   | 6        | 6 312      |
| 2019  | 263 619   | 3        | 6 218      |
| 2020  | 38 535    | 2        | 2 008      |
| 2021  | 19 416    | 0        | 1 441      |
| 2022  | 44 496    | 7        | 2 146      |
| 2023  | 103 702   | 1        | 2 620      |
| 2024  | 105 288   | 0        | 2 083      |

## Galerie

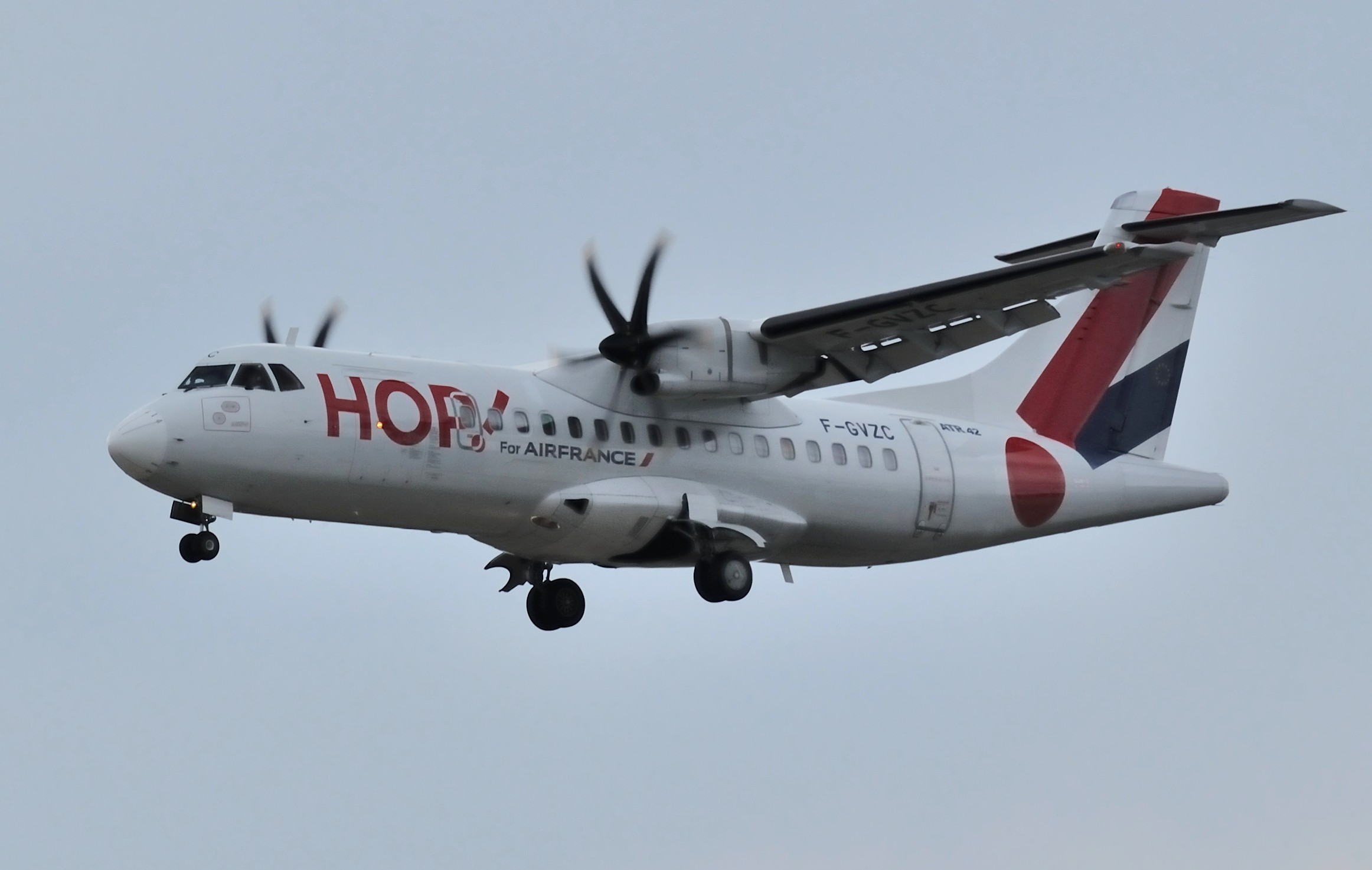
HOP ! est le principal opérateur présent à Metz-Nancy-Lorraine, et y exploite surtout des ATR 42.
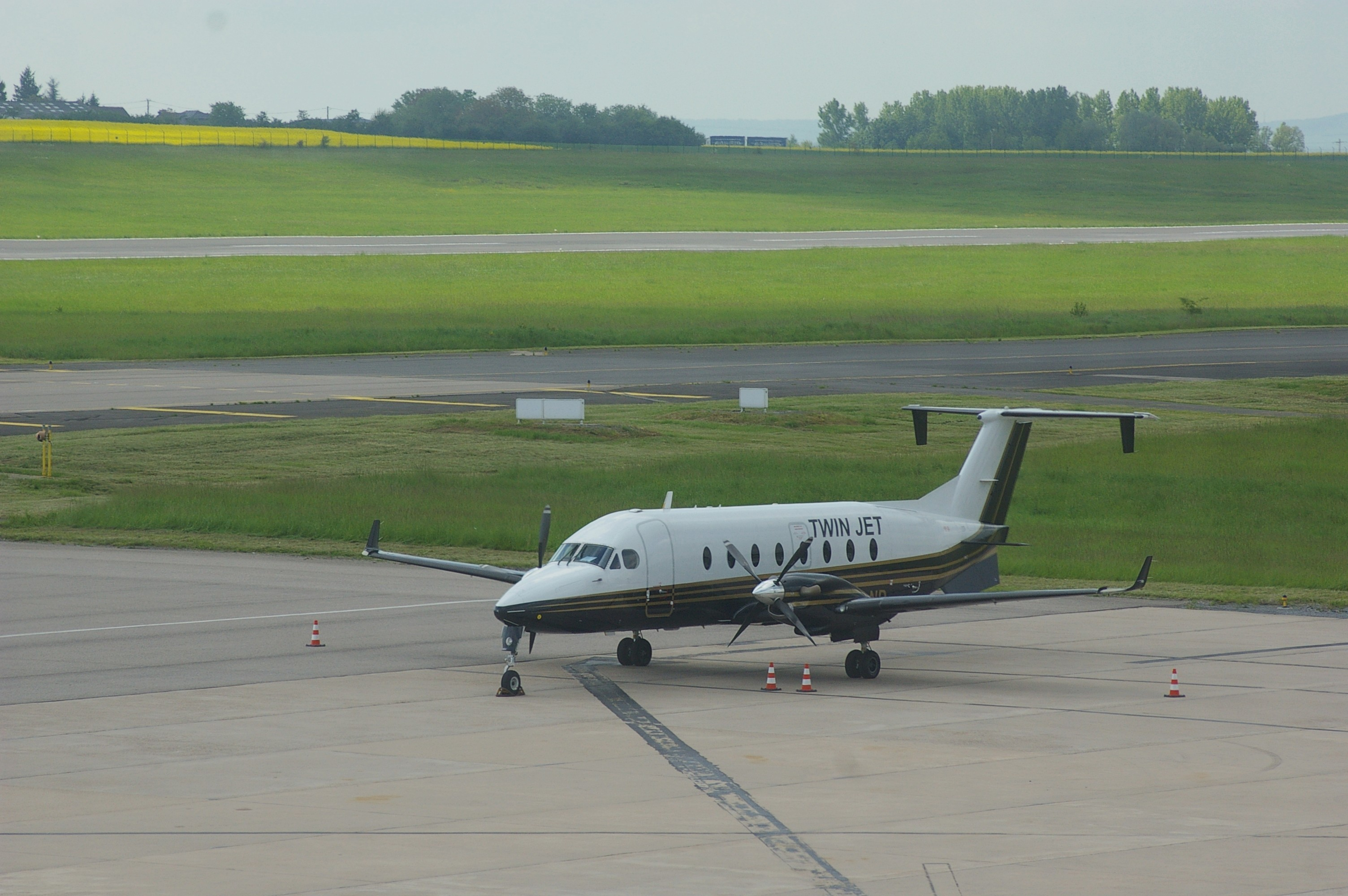
Un Beechcraft 1900 de Twin Jet sur le tarmac de Metz-Nancy-Lorraine.
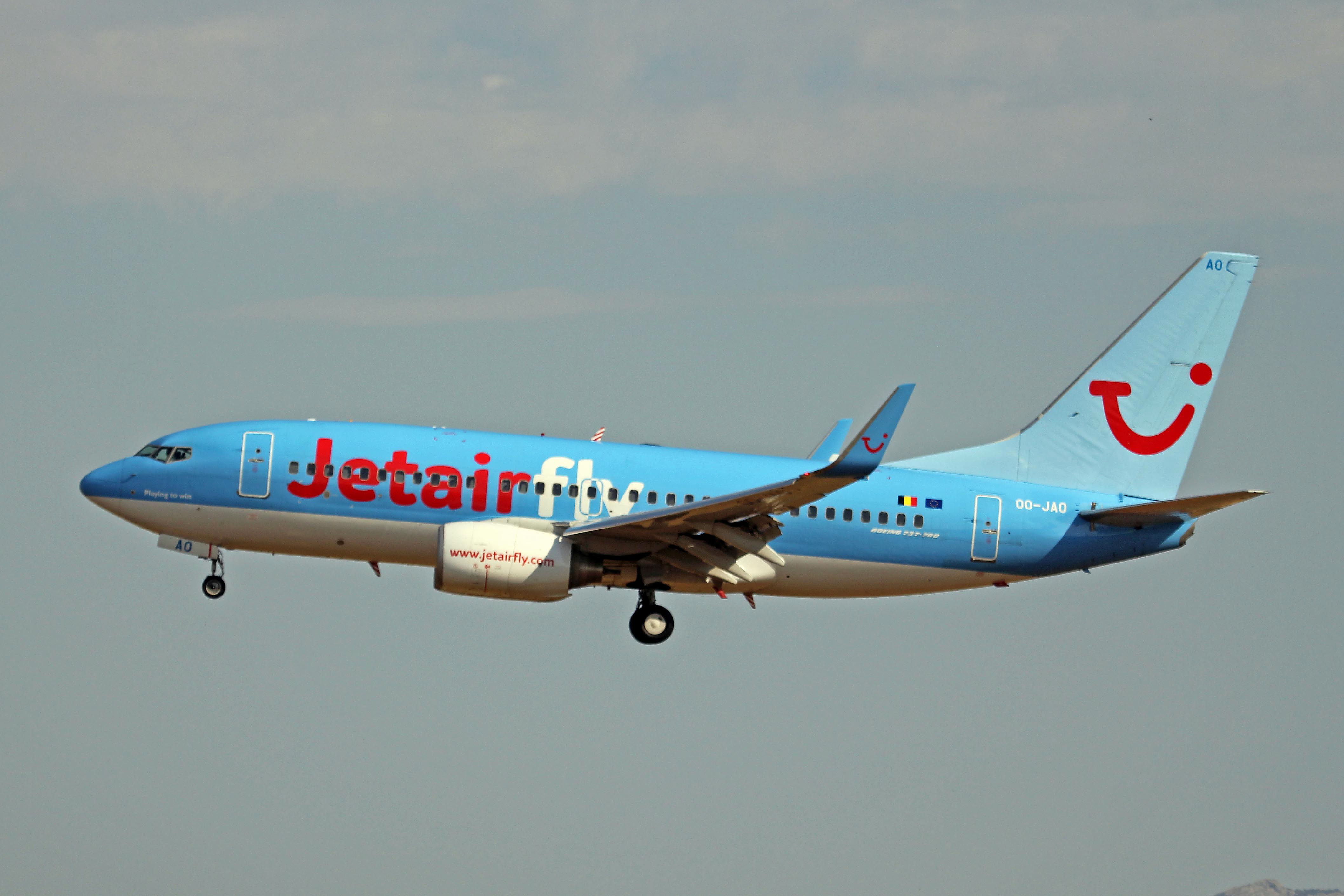
Jetairfly dessert Metz-Nancy-Lorraine avec des Boeing 737.
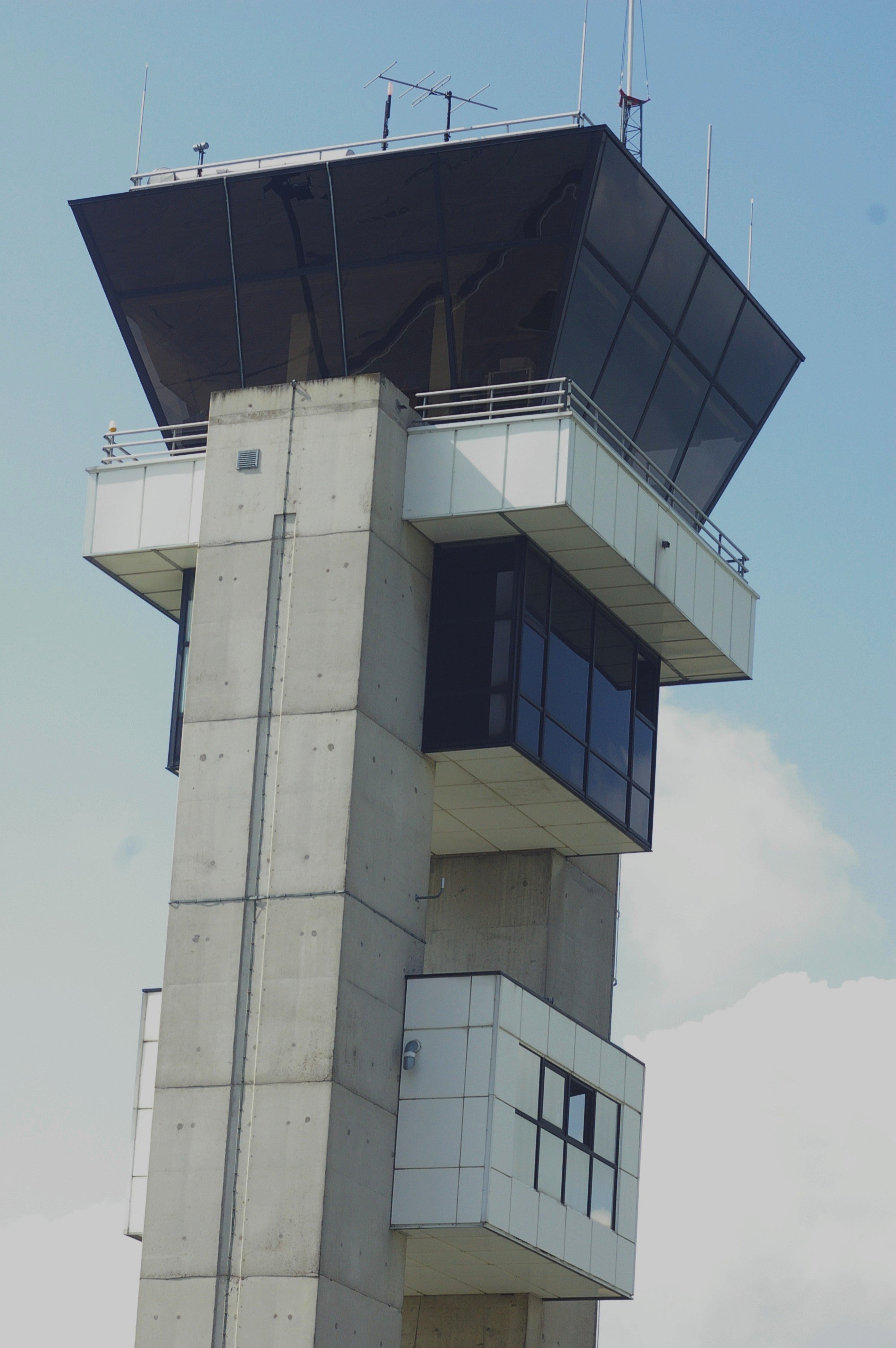
Tour de contrôle.
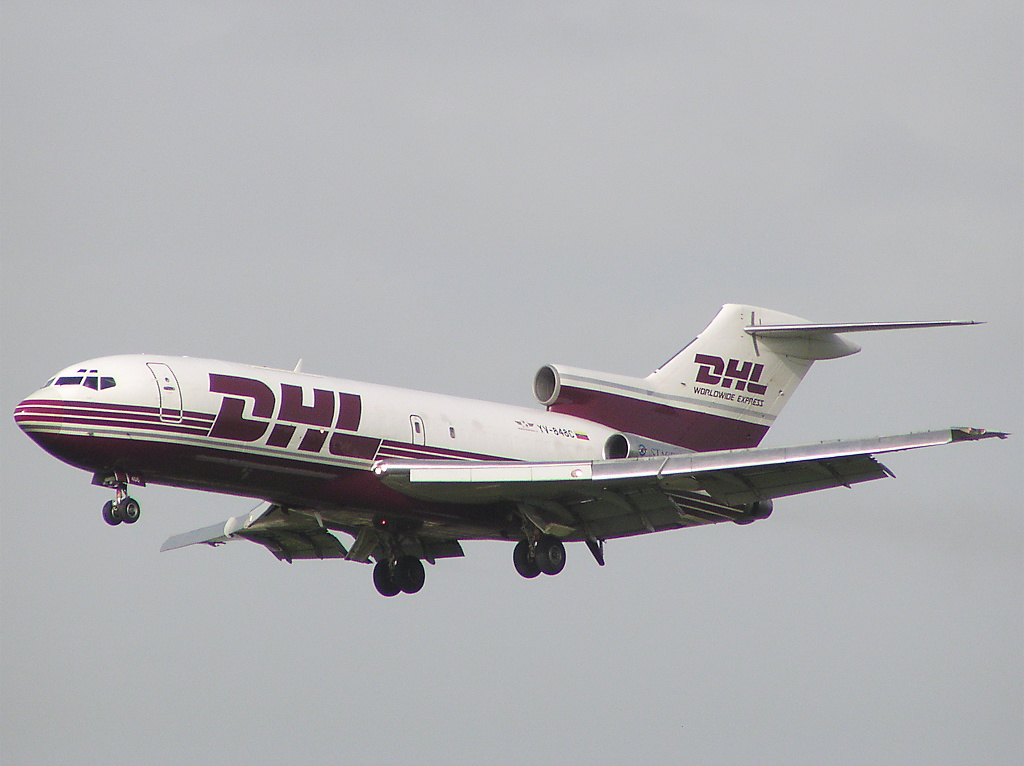
De 2000 à 2006, Metz-Nancy-Lorraine fut un des hubs de DHL.

## Compagnies et destinations
| Compagnies      | Destinations                                              |
| --------------- | --------------------------------------------------------- |
| Air Algérie     | Alger-Houari-Boumédiène, En saison : Oran-Ahmed-Ben-Bella |
| TUI fly Belgium | Casablanca-Mohammed-V                                     |
| Aegean Airlines | Héraklion-N. Kazantzákis                                  |

Actualisé le 16/03/2025